# Crucifix dans les institutions publiques du Québec

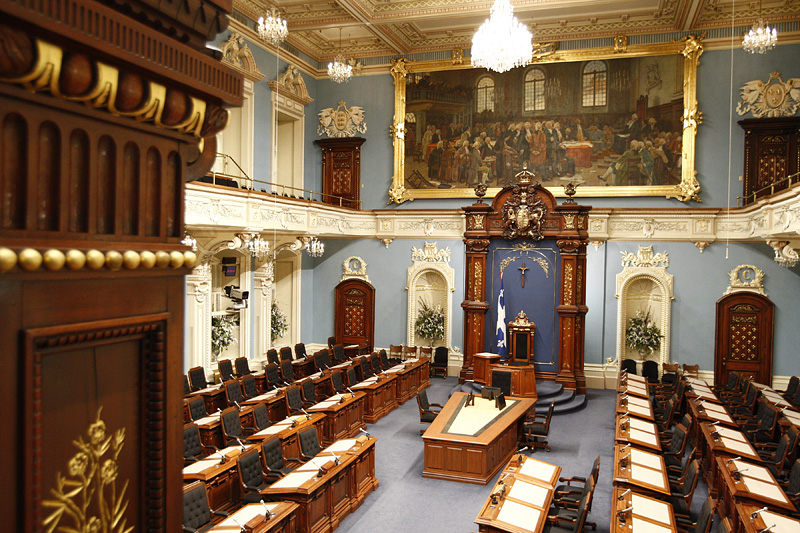
Le Salon de l'Assemblée nationale - ou « Salon bleu » - où un crucifix était installé au-dessus du siège de la présidence depuis 1936.

Autrefois une société profondément catholique, le Québec s'est doté au cours du dernier siècle d'institutions publiques où l'on retrouve régulièrement la présence d'un ou des crucifix. La présence de ces crucifix dans les bâtiments publics suscite des débats, alors que la société québécoise s'est sécularisée depuis la Révolution tranquille, et entre en contradiction, aux yeux de certains, avec la volonté de proclamer la laïcité de l'État.

## Histoire

### Les tribunaux du Québec
C'est le gouvernement libéral de Louis-Alexandre Taschereau qui a fait installer des crucifix dans les salles d'audience de tous les palais de justice de la province. Selon les Comptes publics, cela totalisant une dépense de 7894$ (dollars de 1936).
En date du 16 octobre 2018, 17 crucifix seraient toujours accrochés au mur de 11 palais de justice québécois. La ministre de la Justice Sonia LeBel a alors fait savoir que le gouvernement caquiste ne déposerait pas de projet de loi pour les faire retirer, estimant que le devoir de neutralité repose sur le juge et non pas sur la salle d'audience,. Le 6 juin 2019, la ministre a finalement annoncé que ces crucifix seraient tous retirés des salles de cour.

### Le Parlement du Québec

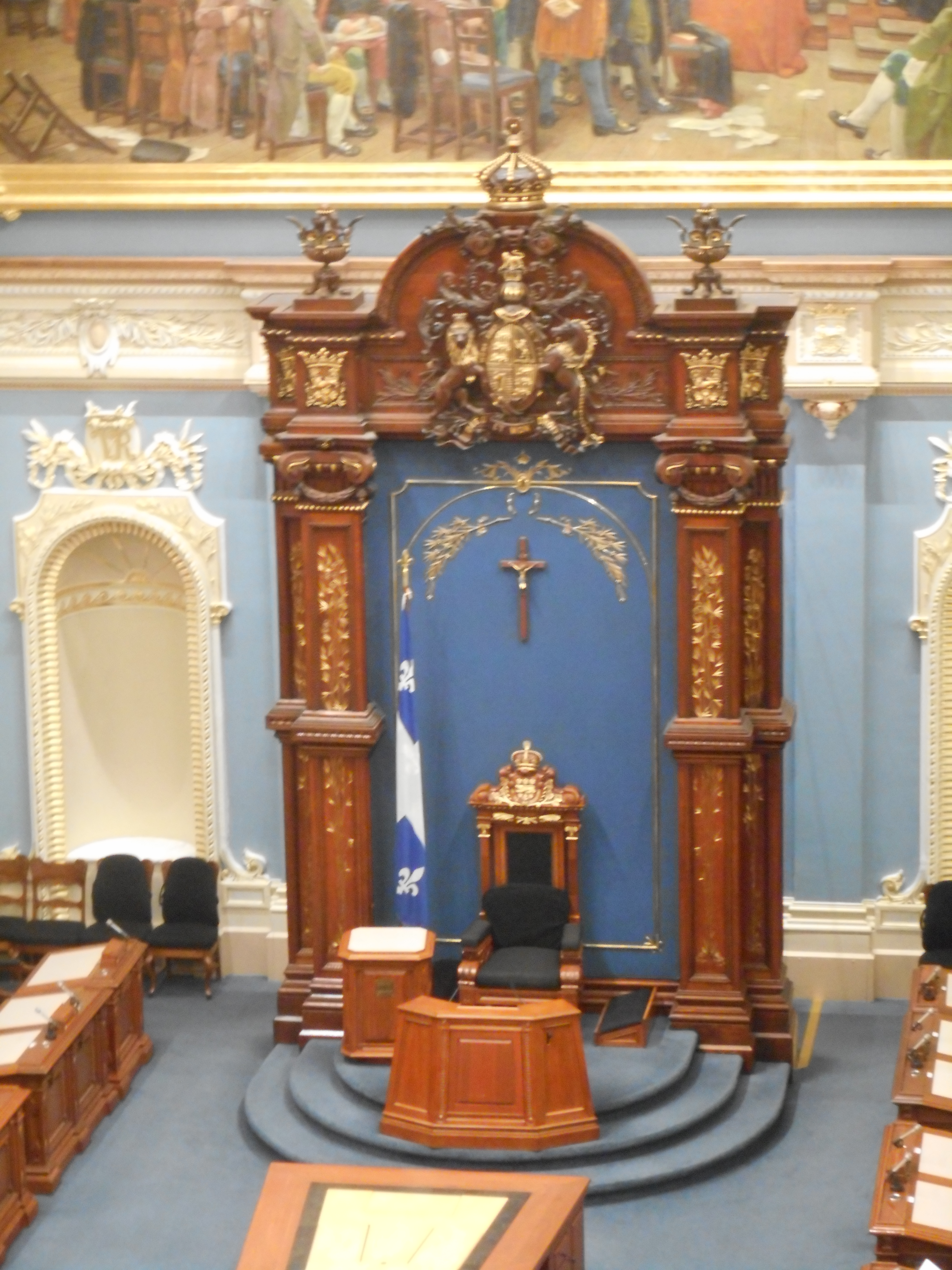
Un crucifix était accroché au-dessus du siège du président de l'Assemblée nationale depuis 1936. Il est retiré le 9 juillet 2019.

À l'initiative du premier ministre unioniste Maurice Duplessis, un crucifix fut installé au-dessus du siège de la présidence de l'Assemblée législative (aujourd'hui nommée Assemblée nationale) en 1936. Le crucifix actuel date de 1982. Un crucifix se trouvait autrefois au Salon du Conseil législatif, mais il a disparu en même temps que l'abolition de la chambre haute du Parlement du Québec en 1968. Un seul des deux anciens crucifix fut retrouvé, mais on ignorait alors dans quelle chambre du parlement il était autrefois installé. Des études des photographies d'époque ont permis d'établir que le mystérieux objet était en fait le premier crucifix du Salon bleu. 
En 2007, Charles Taylor et Gérard Bouchard furent chargés de présider la Commission mandatée pour enquêter sur les controverses liées aux pratiques d'accommodements raisonnables. Le 22 mai 2008, ils remirent leur rapport, où ils recommandaient une « laïcité ouverte » exigeant notamment que « le crucifix au-dessus du siège du président de l'Assemblée nationale soit retiré et replacé dans l'Hôtel du Parlement à un endroit qui puisse mettre en valeur sa signification patrimoniale ». Le jour même, sur proposition du premier ministre libéral Jean Charest, l'Assemblée nationale adopta à l'unanimité une motion défendant le maintien du crucifix au sein du Salon bleu.
Le 28 mars 2019, l'Assemblée nationale a adopté à l'unanimité une motion demandant au Bureau de l'Assemblée, après l'adoption du projet de Loi sur la laïcité de l'État, de déplacer le crucifix en dehors du Salon bleu pour le mettre en valeur dans un autre lieu du Parlement.
De son côté, la députée indépendante et ancienne péquiste Catherine Fournier a demandé que l'Assemblée nationale retire également ce qu'elle qualifie de « croix anglicanes », à savoir la croix installée au sommet de la masse de l'Assemblée nationale, qui représente l'autorité de l'Assemblée, et trois petites croix gravées au-dessus du siège de la présidence, où sont représentées les armoiries du Québec. Selon les historiens Raymond Saint-Pierre et Gaston Deschênes, il s'agit davantage de symboles politiques que religieux et feraient référence aux origines britanniques du parlementarisme québécois. Rappelant que le rapport Bouchard-Taylor ne demandait que le retrait du crucifix installé au-dessus du siège de la présidence, le ministre Simon Jolin-Barrette a répondu négativement à la requête de Mme Fournier, au nom du respect des « éléments emblématiques [...] du patrimoine culturel du Québec, notamment du patrimoine culturel religieux ».
Sur recommandations des historiens de l'Assemblée nationale, les crucifix initial et actuel seront déplacés au « parquet » situé entre le Salon bleu et le Salon rouge de l'Hôtel du Parlement. Ils seront exposés aux côtés du buste de Samuel de Champlain. Des travaux devant être réalisés au Salon de l'Assemblée nationale ainsi qu'au hall du parquet, ce n'est qu'à l'automne 2019 que les deux objets seront finalement installés dans leur nouveau lieu d'exposition.
Le 9 juillet, un employé de l'Assemblée nationale muni de gants blancs retira le crucifix puis le déposa dans une boîte coussinée,. Depuis le 17 septembre 2019, les deux crucifix préservés de l'Assemblée nationale - l'original de 1936 et son remplaçant de 1982 - sont installés  dans une vitrine muséale aménagée au parquet du Parlement.

### Les écoles publiques au Québec
En vertu de la Loi constitutionnelle de 1867, les écoles primaires et secondaires étaient autrefois organisées en commissions scolaires confessionnelles catholiques et protestantes. Une modification constitutionnelle fut nécessaire en 1997 pour modifier l'article 93 de la Loi constitutionnelle de 1867, afin d'adopter la Loi 118 remplaçant les commissions scolaires confessionnelles par des commissions scolaires linguistiques, françaises et anglaises.
Il y a une dizaine d'années, une directive émanant du ministère de l'Éducation aurait été acheminée aux commissions scolaires pour demander le retrait des crucifix des classes. C'est ce qui amené en février 2019 Pascal Blondin, directeur général de la Commission scolaire Central Québec, à faire un simple rappel à ses établissements. Selon M. Blondin, ce serait « 90 % ou 95 % » des écoles de sa commission scolaire qui appliquaient déjà la directive ministérielle formulée au moment où les écoles sont devenues aconfessionnelles. Le 13 février, le premier ministre François Legault a indiqué qu'il ne voyait pas de problème à ce qu'il reste des crucifix dans quelques classes, estimant qu'il s'agissait d'une « question de patrimoine » et que c'était son souhait d'accorder plus d'autonomie aux classes.

### Les conseils municipaux
Le 20 mars 2019, la ville de Montréal a annoncé que, à la suite de travaux de rénovation qui dureront trois mois, forçant le déménagement temporaire des séances du conseil municipal, le crucifix installé en 1936 sera retiré de la salle du conseil de ville. Il en sera de même du crucifix présent dans la salle du conseil exécutif. La décision prise par l'administration de Valérie Plante n'avait pas été précédée de consultation publique, ce qui fut critiqué par le chef de l'opposition à l'Hôtel de ville, Lionel Perez, qui parla d'une décision « irresponsable » qui va «semer la division».

### Les hôpitaux
En février 2017, après avoir reçu une plainte de la part d'un patient, le CHU de Québec a décidé de retirer le crucifix installé dans le halle d'entrée de l'Hôpital du Saint-Sacrement. L'institution affirmait alors vouloir se conformer au principe de la neutralité religieuse de l'État. Cette décision fut critiquée par le ministre de la Santé Gaétan Barrette. En quelques jours, une pétition réclamant le retour du crucifix fut signée par plus de 13 000 personnes. Au bout d'une semaine, le Centre hospitalier universitaire de Québec décida de réinstaller l'objet dans le halle d'entrée, sur demande du ministère de la Santé et des Services sociaux, au nom du « respect de l'histoire de l'hôpital (et) du caractère patrimonial religieux ». Une note explicative accompagne maintenant l'objet, affirmant : « Les établissements de santé au Québec sont laïques depuis de nombreuses années. Ce crucifix rappelle l'importance de la contribution des communautés religieuses à l'édification de cet hôpital. »
La même année, le CIUSSS de l'Estrie-CHUS a ordonné un dénombrement des crucifix présents dans ses 11 établissements. On comptait alors 81 crucifix, sans compter les croix et autres symboles religieux qui ne furent pas comptabilisés. La porte-parole de l'institution a affirmé en avril 2019 qu'aucune discussion n'avait eu lieu au sein de l'institution sur ce sujet et que la présence de ces crucifix n'avait engendré aucune plainte. Par ailleurs, aucune directive ministérielle n'est venue depuis le dépôt du projet de Loi sur la laïcité de l'État le 28 mars 2019. Questionné à ce sujet, le ministre Simon Jolin-Barrette a affirmé que la présence de ces crucifix ne faisait pas problème, car ce sont souvent « des objets historiques ».